# Blang Awe (Syamtalira Bayu)
Blang Awe is een bestuurslaag in het regentschap Aceh Utara van de provincie Atjeh, Indonesië. Blang Awe telt 677 inwoners (volkstelling 2010).